# Пимен (митрополит Київський)
Пи́мен (нар. 1304 — †1389) — митрополит Київський і всієї Русі Константинопольського патріархату (1378—1384).

## Біографія
Пимен був ігуменом Горецького монастиря в Переславлі-Залєському.
1380 р. серед трьох архімандритів супроводжував в Константинополь Михаїла (Митяя) для підіймання останнього в сан митрополита. У зв'язку зі смертю Михаїла архімандрити, які в дорозі знаходилися при ньому, і бояри дозволили собі самовільний вчинок, обравши з-поміж супровідних архімандритів кандидата на Київську Митрополію в особі архімандрита Пимена. Скориставшись незаповненими княжими грамотами, що були у Михаїла (Митяя), вони самовільно написали послання грецькому імператору і патріарху, де попросили доручити керувати Київською Митрополією архімандриту Пимену. Ознайомившись із посланням, імператор і Патріарх не висловили жодного сумніву з приводу цього священнослужителя, проте відмовилися ставити в Україну та Московію іншого митрополита, оскільки туди вже був призначений Митрополит Кипріан.
Але Пимен і бояри не заспокоїлися на цьому, а позичили на ім'я московського володаря (по його грамоті) величезні суми й піднесли всім щедрі подарунки. Таким чином, вони досягли того, що Пимен був зведений у сан Митрополита. Проте московський володар не захотів визнати це призначення. За наказом великого князя Пимен був заарештований і відправлений в Чухлому, де пробув в ув'язнені цілий рік, після чого його перевели до Твері.
Константинопольський Патріарх не раз писав Великому Князю і переконував його прийняти Пимена у Москву, а Кипріана відправити.
1382 року через помилку Кипріана, князь усунув його від керування Митрополією, натомість покликав Пимена і прийняв його з великими почестями. Проте в душі князь, як і раніше, не поважав цього митрополита за його самовільний вчинок і через декілька місяців вибрав нового кандидата на Митрополію — Суздальського єпископа Діонісія. Посилаючи останнього до Константинополя, Великий Князь своїми грамотами просив патріарха поставити Діонісія на Руську Митрополію, а на Пимена написав багато звинувачень.
Патріарх виконав прохання великого князя, поставивши Діонісія митрополитом Київським і всієї Русі, а для суду над Пименом відправив до Московії двох своїх митрополитів, які прибули до Москви взимку 1384 року. Розібравшись у справі Пимена, вони визнали за ним провину й оголосили позбавленим сану. Але Пимен таким рішенням залишився незадоволений і 9 травня 1385 року відправився до Константинополя скаржитися патріарху на несправедливість і незаконність суду.
Патріарх вирішив скликати Собор у Константинополі для суду над Пименом у присутності тих митрополитів, які засудили його в Москві. Проте Пимен на суд не з'явився і натомість вирушив назад, в Московію.
У липні 1388 він прибув до Москви. Константинопольський Собор заочно засудив його і позбавив архієрейської влади. Але Пимен у Москві продовжував священнодіяти та навіть висвятив декількох єпископів. Московський володар вступив із ним у суперечку, і Пимен був змушений 1389 року таємно поїхати в столицю Греції. По дорозі (на Чорному морі) він був схоплений своїми кредиторами, яким багато заборгував під час свого зведення у сан Митрополита. Сплативши їм значну суму, він ледве звільнився, але до Константинополя не доїхав.
11 вересня 1389 помер у Халкідоні. Похований у церкві в ім'я святого Іоанна Предтечі. Після його смерті престол митрополита Київського знову посів Кипріян.